# Seget Donji
Seget Donji – wieś w Chorwacji, w żupanii splicko-dalmatyńskiej, w gminie Seget. W 2011 roku liczyła 2681 mieszkańców.
Jest położona nad zatoką Trogirski zaljev.